# رملا علي
رملا علي هي ملاكمة صومالية مقيمة في لندن. فازت بالبطولة الوطنية للمبتدئات عام 2015 ومن ثم بطولة إنجلترا لملاكمة النخبة الوطنية عام 2016. انتقلت رملا إلى إنجلترا قادمة مع عائلتها من الصومال كلاجئة حرب. ثم بدأت الملاكمة في سن المراهقة في محاولة منها لفقدان الوزن. ومنذ ذلك الحين عشقت مجال الملاكمة رغم اعتراض شديد من أهلها وقبيلتها مما اضطرها للتدرب بسرية تامة حتى فوزها، ساعدت رملا في تأسيس الاتحاد الصومالي للملاكمة في مقديشو.